# Szkeleton az 1948. évi téli olimpiai játékokon
Az 1948. évi téli olimpiai játékokon szkeletonban az egyetlen, férfi egyes versenyszámot hat futammal rendezték meg február 3-án  és február 5-én a Celerina Olimpic Bobrunban. Az aranyérmet az olasz Nino Bibbia nyerte meg. Magyar versenyző nem vett részt a versenyszámban.

## Éremtáblázat
(Az egyes számoszlopok legmagasabb értéke, vagy értékei vastagítással kiemelve.)
| Az 1948. évi téli olimpiai játékok éremtáblázata szkeletonban | Az 1948. évi téli olimpiai játékok éremtáblázata szkeletonban | Az 1948. évi téli olimpiai játékok éremtáblázata szkeletonban | Az 1948. évi téli olimpiai játékok éremtáblázata szkeletonban | Az 1948. évi téli olimpiai játékok éremtáblázata szkeletonban | Olimpia  |
| ------------------------------------------------------------- | ------------------------------------------------------------- | ------------------------------------------------------------- | ------------------------------------------------------------- | ------------------------------------------------------------- | -------- |
|                                                               | Ország                                                        | Arany                                                         | Ezüst                                                         | Bronz                                                         | Összesen |
| 1.                                                            | Olaszország (ITA)                                             | 1                                                             | 0                                                             | 0                                                             | 1        |
|                                                               |                                                               |                                                               |                                                               |                                                               |          |
| 2.                                                            | Egyesült Államok (USA)                                        | 0                                                             | 1                                                             | 0                                                             | 1        |
|                                                               |                                                               |                                                               |                                                               |                                                               |          |
| 3.                                                            | Nagy-Britannia (GBR)                                          | 0                                                             | 0                                                             | 1                                                             | 1        |
|                                                               |                                                               |                                                               |                                                               |                                                               |          |
| Összesen                                                      | Összesen                                                      | 1                                                             | 1                                                             | 1                                                             | 3        |

## Részt vevő nemzetek
A versenyeken 6 nemzet 15 sportolója vett részt.
- Ausztria (AUT) (1)
- Egyesült Államok (USA) (4)
- Franciaország (FRA) (1)
- Nagy-Britannia (GBR) (4)
- Olaszország (ITA) (1)
- Svájc (SUI) (4)

## Eredmények
A versenyen hat futamból állt, a hat futam időeredményeinek összessége határozta meg a végső sorrendet.
| Helyezés | Versenyző             | Nemzet                 | 1.         | 2.         | 3.         | 4.         | 5.         | 6.         | Össz.  |
| -------- | --------------------- | ---------------------- | ---------- | ---------- | ---------- | ---------- | ---------- | ---------- | ------ |
| Arany    | Nino Bibbia           | Olaszország (ITA)      | 48,8       | 47,6       | 47,6       | 59,5       | 1:00,2     | 1:00,3     | 5:23,2 |
| Ezüst    | John Heaton           | Egyesült Államok (USA) | 48,1       | 47,4       | 47,7       | 1:00,0     | 1:00,2     | 1:01,2     | 5:24,6 |
| Bronz    | John Crammond         | Nagy-Britannia (GBR)   | 47,4       | 47,7       | 47,9       | 1:00,9     | 1:00,9     | 1:00,3     | 5:25,1 |
| 4        | William Martin        | Egyesült Államok (USA) | 47,8       | 49,2       | 48,2       | 1:00,7     | 1:01,6     | 1:00,5     | 5:28,0 |
| 5.       | Gottfried Kägi        | Svájc (SUI)            | 48,9       | 48,8       | 48,7       | 1:00,8     | 1:01,6     | 1:01,1     | 5:29,9 |
| 6.       | Richard Bott          | Nagy-Britannia (GBR)   | 48,3       | 48,9       | 49,2       | 1:01,5     | 1:01,4     | 1:01,4     | 5:30,7 |
| 7.       | James Coats           | Nagy-Britannia (GBR)   | 48,8       | 48,7       | 49,0       | 1:02,3     | 1:01,7     | 1:01,4     | 5:31,9 |
| 8.       | Fairchilds Maccarthy  | Egyesült Államok (USA) | 48,8       | 48,3       | 49,4       | 1:03,6     | 1:02,7     | 1:02,7     | 5:35,5 |
| 9.       | Thomas Clarke         | Nagy-Britannia (GBR)   | 49,7       | 49,9       | 49,3       | 1:03,5     | 1:03,8     | 1:02,8     | 5:39,0 |
| 10.      | William Johnson       | Egyesült Államok (USA) | 47,7       | 48,4       | 48,0       | nem indult | nem indult | nem indult | —      |
| 11.      | Milo Bigler           | Svájc (SUI)            | 48,4       | 48,4       | 48,7       | nem indult | nem indult | nem indult | —      |
| 12.      | Dialma Balsegia       | Svájc (SUI)            | 49,2       | 49,0       | 48,6       | nem indult | nem indult | nem indult | —      |
| 13.      | William Hirigoyen     | Franciaország (FRA)    | 52,7       | 49,9       | 51,0       | nem indult | nem indult | nem indult | —      |
| —        | Christian Fischbacher | Svájc (SUI)            | ismeretlen | ismeretlen | ismeretlen | nem indult | nem indult | nem indult | —      |
| —        | Hugo Kuranda          | Ausztria (AUT)         | ismeretlen | ismeretlen | ismeretlen | nem indult | nem indult | nem indult | —      |